# Amarra diagonal

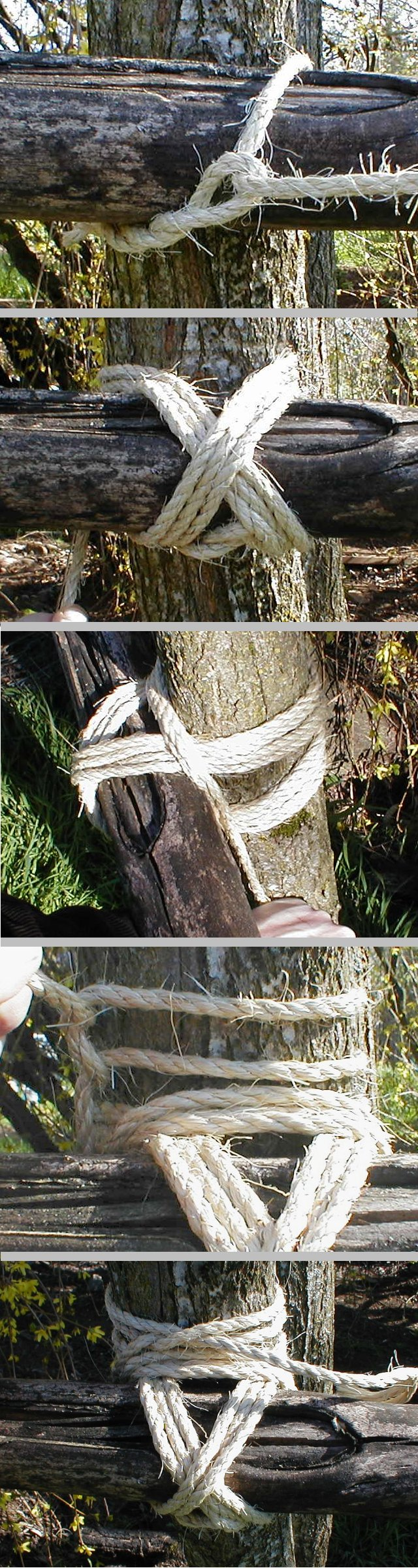
Amarra diagonal

Amarra diagonal deve ser iniciada pelo nó Volta do Fiel ou pelo nó Volta da Ribeira e depois deve ir enlaçando os objetos a serem unidos, passando a corda de forma diagonal de um lado para outro que ao passo que trançamos de um lado para outro vai sendo formado um X, repetindo a operação quantas vezes forem necessárias apertando bem até que a amarra fique bem firme e segura, podendo ao fim da amarra fazer um reforço permitindo assim que ela fique ainda mais segura.
Este nó é ideal para utilização em abrigos feitos com paus roliços como tronco de árvores, cobertos normalmente com folhas no meio das florestas.